# Saladoid
Saladoid, ime, prema arheološkom nalazištu Saladero u Venezueli, dano kulturi i narodu koji je, prema arheologinji K. Kris Hirst, s južnoameričkog područja imigrirao negdje u 4 stoljeću pr. Kr. na područje Kariba. Nosioci kulture Saladoid živjeli su od hortikulture (manioka) i ribolova u dolini Orinoca i duž sjeveroistočne obale Južne Amerike, a poznaju i lončariju (bojanu bijelo-na-crveno).
Između 500 i 280 pr. Kr. Saladoidi imigriraju na Portoriko i Male Antile gdje će kasnije po nekim autorima (William F. Keegan) postati poznati pod imenom Taino i nastaniti cijelo karipsko područje. 

## Kronologija
Saladoidno razdoblje uključuje sljedeće četiri subkulture, definirane keramičkim stilovima.
- Kultura Hacienda Grande (250. pr. n. e. – 300. n. e.)
- Cuevas kultura (400. – 600. n. e.)
- Kultura prosperiteta (1 – 300 n. e.)
- Kultura Coral Bay-Longford (350–550 n: ed.)

## Ekspanzija
Saladoid kultura je pretkolumbovska autohtona kultura teritorija u današnjoj Venezueli i na Karibima koja je cvjetala od 500. godine prije Krista do 545. godine. Koncentrirani duž nizina rijeke Orinoco, ljudi su migrirali morem na Male Antile, a zatim u Portoriko.
Iako ova ekspanzija nije bila pokušaj širenja utjecaja ili izgradnje Carstva, skupina je napustila južnoamerički poluotok kako bi istražila granice svoje tehnologije i naselila se na ono što su mislili da su nenaseljeni otoci.
Naziv Saladoid nije izravna referenca na genetsku strukturu skupine ili kulturne razlike. Umjesto toga, njihova arheološka kategorizacija identificira narode ranog keramičkog doba. Kao najjači arheološki dokaz u korist saladoida jesu njihovi jedinstveni stilovi keramičkih posuda, koji potvrđuju postojanje te kulture.
Smatra se da je ova kultura nastala u donjem toku rijeke Orinoco u blizini modernih naselja Saladero i Barrancas u Venezueli. Pomorci iz nizinskog područja rijeke Orinoco migrirali su i osnovali naselja na Malim Antilima, Portoriku i Hispanioli. Istisnuli su predkeramičku ortoiroidnu kulturu. Kao narod koji se bavio hortikulturom, u početku su zauzimali vlažnije i plodnije otoke koji su mogli najbolje podržati poljoprivredu. Ovi autohtoni narodi Amerike bili su kultura koja je govorila Arawak.
Između 500. i 280. godine prije Krista, emigrirali su na Male Antile i Portoriko, naposljetku čineći veliki dio onoga što će postati jedinstvena karipska kultura. U Puerto Ricu, dokazi o njihovim povijesnim naseljima nalaze se uglavnom u zapadnom dijelu otoka.
Saladoidne ljude karakterizira poljoprivreda, proizvodnja keramike i sjedilačka naselja. Njihova jedinstvena i visoko ukrašena keramika omogućila je arheolozima da prepoznaju njihova nalazišta i utvrde njihova mjesta porijekla. Saladoidna keramika uključuje zoomorfne likove, kadionice, pladnjeve, posude, zdjele s trakastim drškama i zvonaste posude. Crvena keramika bila je oslikana bijelim, narančastim i crnim listićima.
Prepoznatljivi saladoidni artefakti su kameni privjesci, u obliku raptora iz Južne Amerike. Izrađene su od niza egzotičnih materijala, uključujući karneol, tirkiz, lapis lazuli, ametist, kristalni kvarc, jaspis-kalcedon i fosilizirano drvo. Njima se trgovalo preko Velikih i Malih Antila i južnoameričkog kopna, sve do 600. godine.